# Боррис, Карл
Карл Боррис (нем. Karl Borris; 3 марта 1916, Даме, Бранденбург, Германская империя — 18 августа 1981, Борнум, Саксония-Анхальт, ФРГ) — военный лётчик-ас люфтваффе, испытатель, майор, кавалер Рыцарского креста Железного креста (25 ноября 1944).
Одержал 43 воздушные победы (все на Западном фронте).

## Биография
С 1939 года на службе в люфтваффе в качестве механика. Затем прошёл лётную подготовку и в декабре того же года в звании лейтенанта прибыл в 26-ю истребительную эскадру «Шлагетер».
Участник Второй мировой войны. Сражался на Западном фронте. Участвовал во вторжении в Бельгию и Французской кампании.
13 мая 1940 года был сбит на своём Messerschmitt Bf.109 в районе голландского побережья недалеко от Дордрехта экипажем британского истребителя Boulton Paul Defiant. Выпрыгнул с парашютом, получив ранение. Вернулся в свою часть только 17 мая. Свою первую воздушную победу над британским Supermarine Spitfire одержал во время Битвы за Дюнкерк в начале июня 1940 года. Участвовал в Битве за Британию, к концу которой на его счету было шесть побед.
В марте 1941 года Боррис служил инженером-техником в II./JG26, был выбран в числе 30 лётчиков, которые были отправлены в на аэродром Рехлин для освоения шести предсерийных Focke-Wulf Fw 190 Würger A-0. После возвращения был назначен командиром эскадрильи 8./JG 26. К концу 1941 года счёт его побед составлял 9. В следующем году одержал 21 победу.
07.02.1943 г. Боррис получил звание гауптмана.
14 мая 1943 года во время атаки группы Boeing B-17 Flying Fortress ВВС США его Focke-Wulf Fw 190 Würger A-5 был поражён огнём стрелков противника. Лётчик воспользовался парашютом, но купол его парашюта раскрылся не полностью. Тем не менее Боррис уцелел и, получив многочисленные переломы, затем два с половиной месяца провёл в госпитале. После излечения 23 июня того же года занял должность командира I./ JG26 и оставался на ней уже до конца войны.
6 мая 1945 года сдался в плен британским войскам. Умер 18 августа 1981 года.

## Награды
- Железный крест 2-го и 1-го класса (1939)
- Авиационная планка люфтваффе
- Почётный Кубок люфтваффе (25 мая 1942)
- Золотой Немецкий крест (8 сентября 1942)
- Рыцарский крест Железного креста (25 ноября 1944)